# Říjen 2016

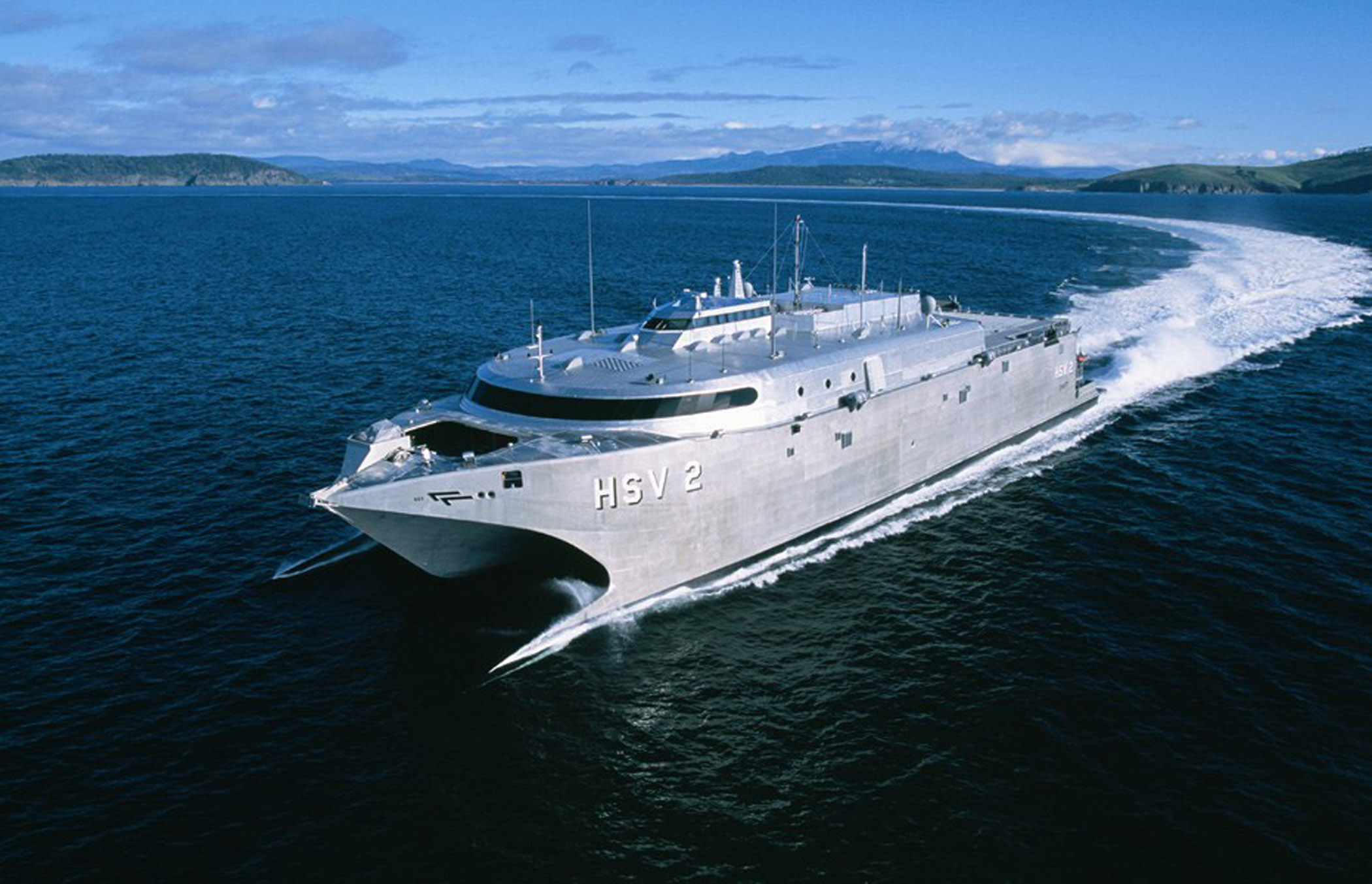
HSV-2 Swift

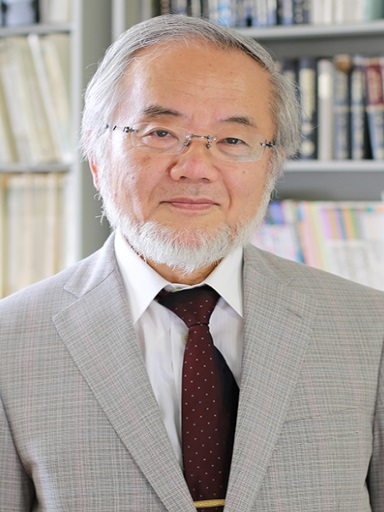
Jošinori Ósumi

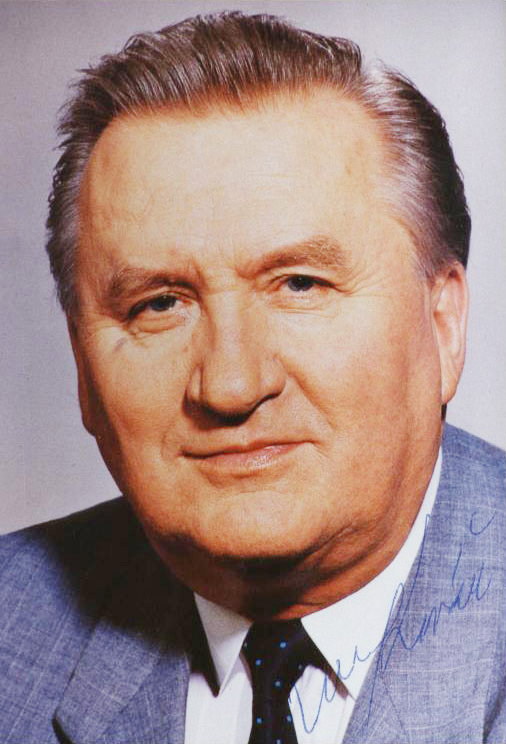
Michal Kováč

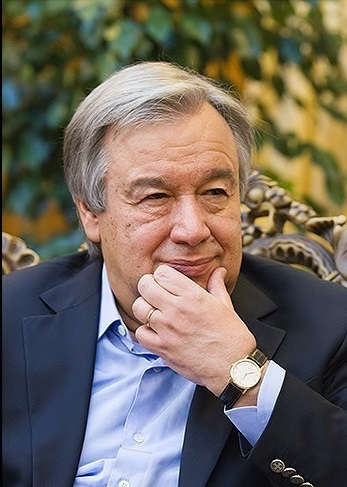
António Guterres

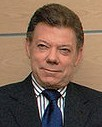
Juan Manuel Santos

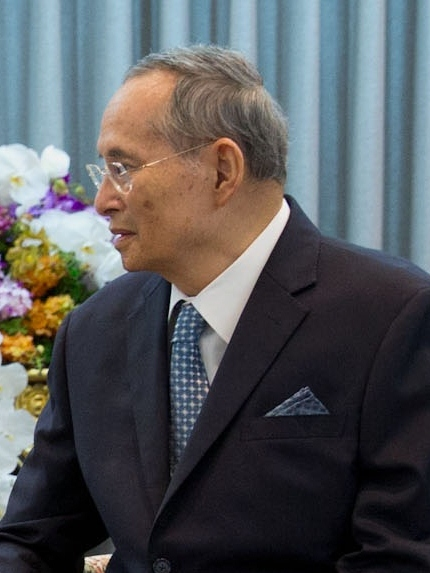
Pchúmipchon Adunjadét

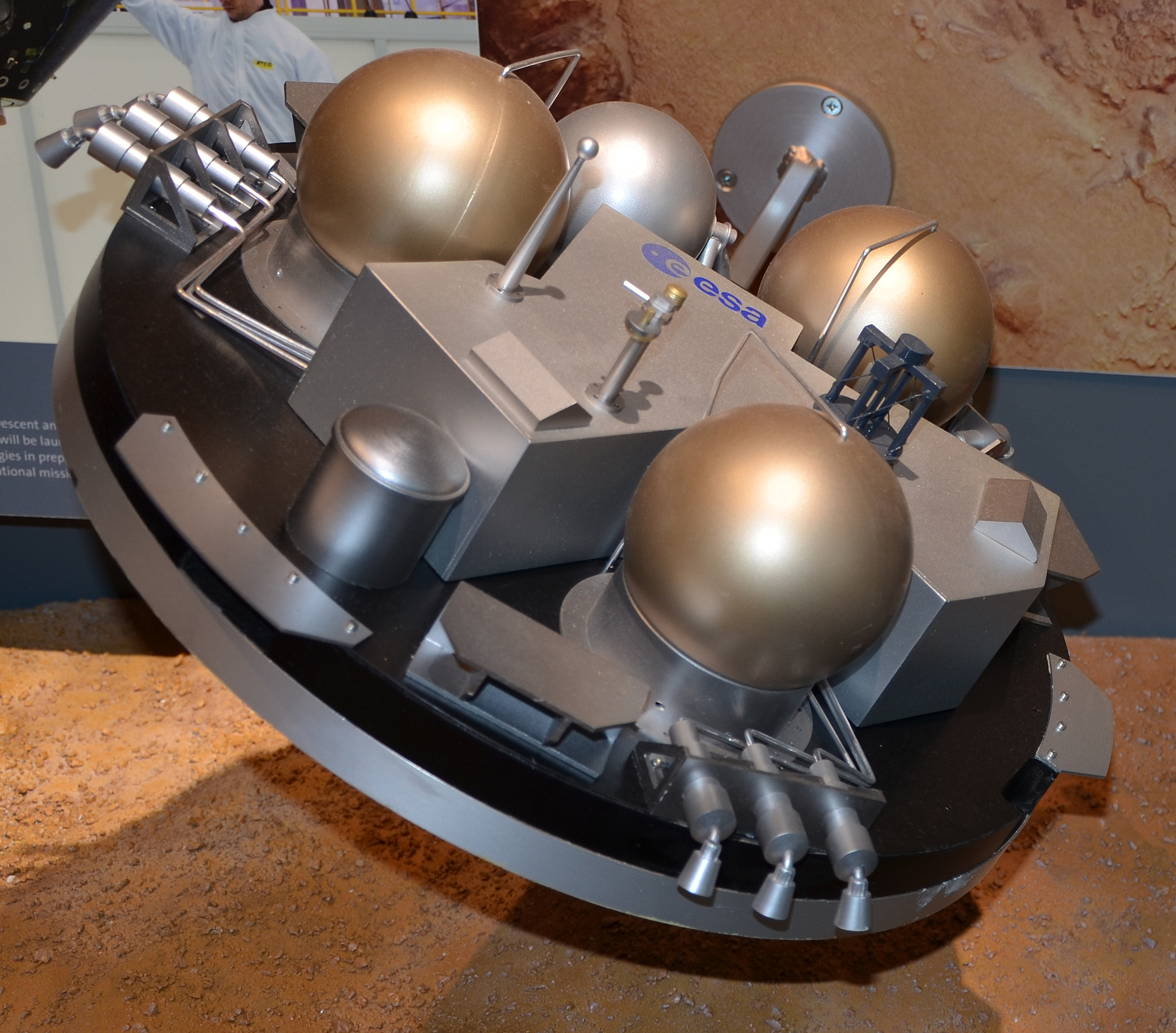
Maketa sondy Schiaparelli

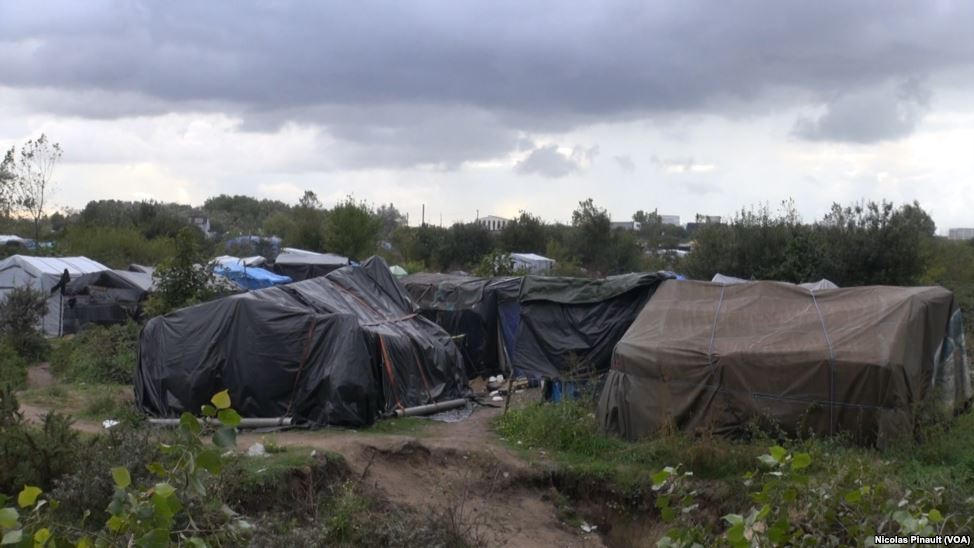
Uprchlický tábor „Džungle“

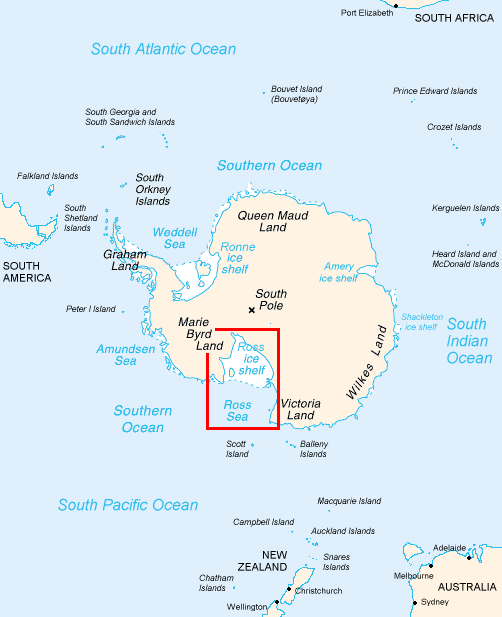
Rossovo moře na mapě

1. října – sobota
 Vojenská intervence v Jemenu: HSV-2 Swift (na obrázku), transportní plavidlo Spojených arabských emirátů, bylo zničeno v důsledku raketového útoku Húsíů v úžině Bab-al-Mandab poblíž města Mocha.
 Bývalý slovenský prezident Michal Kováč byl uveden do umělého spánku na jednotce intenzivní péče nemocnice sv. Michala v Bratislavě.
 V reakci na rostoucí napětí ve sporném regionu Kašmíru zahájila Indie evakuaci tisíce lidí z indické strany Linie kontroly ve státě Džammú a Kašmír.
 Loď Maud norského polárníka Roalda Amundsena byla vyzvednuta ze zátoky Cambridge Bay u Viktoriina ostrova.
 Kauza Hitler je gentleman: Média zveřejnila nález historika Jana Galandauera, který dohledal článek nadepsaný „Hitler – gentleman“, ovšem v jiném médiu, od jiného autora a s jiným obsahem, než dříve uvedl prezident Zeman.
2. října – neděle
 Desítky mrtvých si vyžádal policejní zásah proti demonstraci ve městě Bishoftu v etiopském státě Oromie.
 Maďarští voliči odmítli v referendu uprchlické kvóty prosazované Evropskou komisí.
 Prezident Miloš Zeman navrhl v rozhovoru pro Financial Times deportace ekonomických migrantů na „neobydlené řecké ostrovy“ nebo „prázdná místa“ severní Africe.
3. října – pondělí
 Spojené státy americké ukončily spolupráci s Ruskem na koordinaci vojenských operací v Sýrii.
 Druhá studená válka: Ruský prezident Vladimir Putin pozastavil platnost dohod o likvidaci plutonia se Spojenými státy americkými.
 Řecká dluhová krize: Řecká policie použila slzný plyn během demonstrace penzistů v Athénách.
 Nobelova cena za fyziologii a lékařství byla udělena Jošinorimu Ósumimu za výzkum autofagie.
 Estonský parlament zvolil Kersti Kaljulaidovou prezidentkou země.
 Občanská válka v Kolumbii: Kolumbijští voliči v referendu odmítli mírovou dohodu mezi vládou a povstalci z FARC-EP. 
4. října – úterý
 Gianni Pittella, šéf socialistické frakce v Evropském parlamentu, ostře zkritizoval „ostudná a blouznivá prohlášení“ českého prezidenta Miloše Zemana otištěná v deníku Financial Times.
 Nobelova cena za fyziku byla udělena britským fyzikům Davidu Thoulessovi, Duncanu Haldanovi a Michaelu Kosterlitzovi za „teoretické objevy topologických fázových posunů a topologických fází hmoty“.
 Hurikán Matthew dosahující 4. kategorie zasáhl Tiburonský poloostrov na Haiti.
 Německá prokuratura zastavila stíhání komika Jana Böhmermanna za znevážení turecké hlavy státu Recepa Tayyipa Erdoğana.
5. října – středa
 Ve věku 86 let zemřel bývalý slovenský prezident Michal Kováč.
 Bývalý portugalský premiér António Guterres (na obrázku) bude zvolen Generálním tajemníkem OSN.
 Nobelova cena za chemii byla udělena chemikům Jean-Pierru Sauvagovi, Fraseru Stoddartovi a Benu Feringovi za výzkum v oboru nanotechnologie.
6. října – čtvrtek
 Polský Sejm zamítl kontroverzní návrh zákona omezující přístup k interrupcím.
 Floridský guvernér Rick Scott vyzval 1,5 milionu lidí k evakuaci oblastí ohrožených hurikánem Matthew. Podobná opatření byla vyhlášena v Georgii a Jižní Karolíně.
7. října – pátek
 Nobelova cena za mír byla udělena kolumbijskému prezidentovi Juanu Manueli Santosovi za jeho úsilí ukončit padesátiletý konflikt s marxistickou guerillou FARC-EP.
 Americký prezident Barack Obama oznámil zrušení ekonomických sankcí uvalených na Myanmar.
 V Česku začaly volby do krajských zastupitelstev a do třetiny Senátu. V Brně současně probíhá referendum o přesunu nádraží.
8. října – sobota
 Ruské ministerstvo obrany potvrdilo rozmístění balistických raket Iskander v Kaliningradské oblasti.
 Počet obětí hurikánu Matthew na haitském poloostrově Tiburon přesáhl 1 000. V USA si živel vyžádal nejméně 19 obětí. 
 Nejméně 140 lidí bylo zabito při leteckém útoku arabské koalice na pohřební shromáždění v jemenské metropoli San'á, kterého se zúčastnili vysoce postavení představitelé húsíjské vlády.

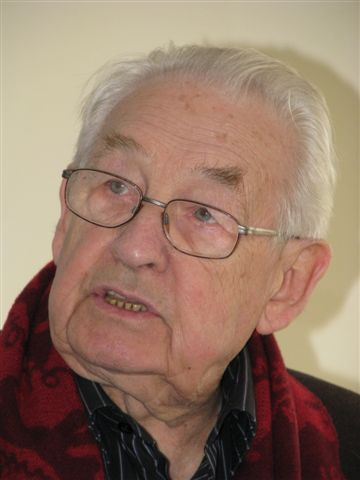
Andrzej Wajda

9. října – neděle
 Ve věku 90 let zemřel polský režisér Andrzej Wajda, držitel Čestné ceny Akademie.
 Velkou pardubickou vyhrál kůň Charme Look žokeje Jana Faltejska.
 Etiopský premiér Hailemariam Desalegn vyhlásil výjimečný stav v reakci na protivládní protesty v zemi.
10. října – pondělí
 Nobelova cena za ekonomii byla udělena britskému ekonomovi Oliveru Hartovi a jeho finskému kolegovi Bengtu Holmströmovi za jejich práci na teorii kontraktů.
 Cena Václava Havla za lidská práva byla udělena jezídské aktivistce Nadje Muradové.
 Společnost Samsung zastavila výrobu mobilních telefonů Galaxy Note 7 kvůli problémům s přehříváním baterie.
 Expedice českých botaniků objevila nový druh hvězdnatky v pralesích ostrova Borneo.
 Indická policie zahájila vyšetřování rodičů třináctileté vyznavačky džinismu z města Hajdarábád kvůli podezření ze zabití, poté co jejich dcera nepřežila 68 denní náboženský půst.
11. října – úterý
 Nejméně 14 mrtvých si v afghánské metropoli Kábulu vyžádal útok na ší'itské věřící připomínající si svátek 'Aššúrá.
 Společnost Samsung zastavila výrobu a prodej mobilních telefonů Galaxy Note 7 kvůli problémům s přehříváním a výbuchy baterie. Majitelé nebezpečných přístrojů byli vyzváni k jejich okamžitému vypnutí.
12. října – středa
 Dvě lodě amerického námořnictva, torpédoborec USS Mason a výsadková loď USS Ponce, byly v úžině Bab-al-Mandab opětovně napadeny raketovým útokem připisovaným jemenským Hútíům.
13. října – čtvrtek
 Thajský král Pchúmipchon Adunjadét, vládnoucí jako Ráma IX., zemřel po 70 letech vlády ve věku 88 let.
 Nobelovu cenu za literaturu získal americký folkový písničkář Bob Dylan.
 Valné shromáždění OSN schválilo nominaci Antónia Guterrese na post generálního tajemníka OSN.
 Povstalci ze skupiny Boko Haram propustili 21 dívek unesených v roce 2014 z města Chiboku v nigerijském státě Borno.
 Americký torpédoborec USS Nitze zaútočil střelami Tomahawk na jemenské radarové stanice.
14. října – pátek
 V Česku začalo druhé kolo voleb do třetiny Senátu Parlamentu České republiky.
 Izrael přerušil spolupráci s Organizací OSN pro vzdělání, vědu a kulturu (UNESCO), čímž reagoval na rezoluci z 13. října, která pomíjí židovské vazby na Chrámovou horu a Zeď nářků v Jeruzalémě.
 Nejméně 30 ší'itských věřících bylo zabito při bombovém útoku během oslav svátku Ašúra v Bagdádu.
16. října – neděle
 Simpsonovi, nejdéle vysílaný americký dramatický pořad v hlavním vysílacím čase, odvysílal svůj 600. díl.
 Správa železniční dopravní cesty převzala od italské společnosti Grandi Stazioni budovu pražského hlavního nádraží.
 Operace eufratský štít: Bojovníci Svobodné syrské armády podporovaní tureckým letectvem dobyli město Dábik, které je symbolicky významné pro Islámský stát.
 Černohorské bezpečnostní složky zadržely skupinu 20 srbských občanů, které viní z terorismu.
17. října – pondělí
 Do Prahy přijel tibetský duchovní vůdce 14. dalajláma Jeho Svatost Tändzin Gjamccho, který se zde zúčastnil 20. ročníku konference Forum 2000.
 Raketa Dlouhý pochod vynesla na oběžnou dráhu kosmickou loď Šen-čou 11 s dvěma tchajkonauty na palubě. Cílem mise je vesmírná stanice Tchien-kung 2.
 Irácká armáda spolu s kurdskou pešmergou zahájily ofenzivu s cílem dobýt město Mosul obsazené samozvaným Islámským státem.
18. října – úterý
 Český novinář Petr Jašek a dva súdánští pastoři byli obviněni ze špionáže a rozvracení ústavního zřízení. Obě obvinění mohou vést k uložení trestu smrti.
 Americký soud zamítl obvinění novinářky Amy Goodmanové z podněcování nepokojů během demonstrace Siouxů proti výstavbě ropovodu přes jejich území.
 Raketa Antares společnosti Orbital ATK vynesla na oběžnou dráhu nepilotovanou loď zásobovací Cygnus.
19. října – středa
 Plukovník Pavel Vranský, veterán od Tobrúku, příslušník československých perutí v RAF a zakládající člen Českého svazu bojovníků za svobodu opustil organizaci na protest proti čistkám prosazeným vedením Jaroslava Vodičky.
 ExoMars: ESA ztratila kontakt s přistávacím modulem Schiaparelli poté, co přistál na povrchu Marsu.
 Policie České republiky zadržela ve spolupráci s FBI ruského hackera podezřelého z krádeže osobních dat uživatelů profesionální sítě LinkedIn.
20. října – čtvrtek
 Bitva o Aleppo: Syrské ozbrojené síly podporované Ruským letectvem přerušily bojové operace a vyzvaly civilisty a povstalce k opuštění města.
 Turecké letectvo zabilo desítky bojovníků Syrských demokratických sil poté, co se střetli se silami Tureckem podporované Svobodné syrské armády na severu Guvernorátu Aleppo.
 Michal Horáček, textař, spisovatel, podnikatel a zakladatel společnosti Fortuna, oznámil svou prezidentskou kandidaturu.
21. října – pátek
 Jihoafrická republika zahájila proces vystoupení ze struktur Mezinárodního trestního soudu.
 Bojovníci samozvaného Islámského státu zaútočili na strategické cíle v iráckém městě Kirkúk.
22. října – sobota
 V Jamalo-něneckém autonomním okruhu na severu Ruska zahynulo 19 osob při pádu vrtulníku Mi-8. Tři přeživší jsou v nemocničním ošetření.
24. října – pondělí
 Jarmila Doležalová, přeživší vyhlazení obce Ležáky, vystoupila ze Českého svazu bojovníků za svobodu na protest proti politice jeho vedení.
 Francouzské úřady zahájily evakuaci uprchlického tábora „Džungle“ u města Calais.
25. října – úterý
 Nejméně 59 mrtvých si vyžádal útok povstalců na policejní kasárna v Kvétě.
 Samozvaný Islámský stát zaútočil na pouštní město Rutba na západě provincie Anbár.
26. října – středa
 Série zemětřesení o síle dosahující 5,9 stupně zasáhla střední Itálii a vyžádala si materiální škody.
 Televize Prima neodvysílala pořad Show Jana Krause v němž vystoupili ministr Daniel Herman a Jiří Brady.
 Gambie se po Burundi a Jihoafrické republice stala třetí africkou zemí, která vystoupila ze struktur Mezinárodního trestního soudu.
27. října – čtvrtek
 Sacharovova cena za svobodu myšlení byla udělena jazídským aktivistkám a přeživším únosu Islámského státu Nadji Muradové a Lamíji Bašárové.
 Spojené státy americké se zdržely hlasování o rezoluci OSN požadující ukončení ekonomického embarga vůči Kubě.
28. října – pátek
 Komise pro zachování živých mořských zdrojů Antarktidy prohlásila Rossovo moře (na obrázku) u Antarktidy za mořskou přírodní rezervaci. Oblast o rozloze 1,55 milionu čtverečních kilometrů zabírá 12% rozlohy Jižního oceánu.
 FBI obnovila vyšetřování prezidentské kandidátky Hillary Clintonové v kauze úniku e-mailů v době, kdy působila jako ministryně zahraničí.
 Americká policie zahájila vyklízení protestního tábora Siouxů protestujících proti stavbě ropovodu přes jejich kmenová území.
 Mimo jiné na pražském Vítkově proběhly oslavy vzniku ČSR a večer prezident Miloš Zeman na Hradě udělil státní vyznamenání 30 osobnostem, zatímco na Staroměstském náměstí probíhaly alternativní oslavy.
29. října – sobota
 Ve věku 33 let tragicky zemřel český hokejbalový útočník Libor Topolánek (na obrázku), český reprezentant a dvojnásobný mistr světa.
31. října – pondělí
 Švédský diplomat Raoul Wallenberg (na obrázku) a zachránce tisíců židů před holokaustem, unesený roku 1945 z Budapešti sovětskou kontrarozvědkou, byl švédským daňovým úřadem prohlášen za mrtvého.
 Michel Aoun byl po dvouletém bezvládí zvolen libanonským prezidentem.
 Byla dokončena výstavba Labské filharmonie (na obrázku) v Hamburku.

## Obrázky

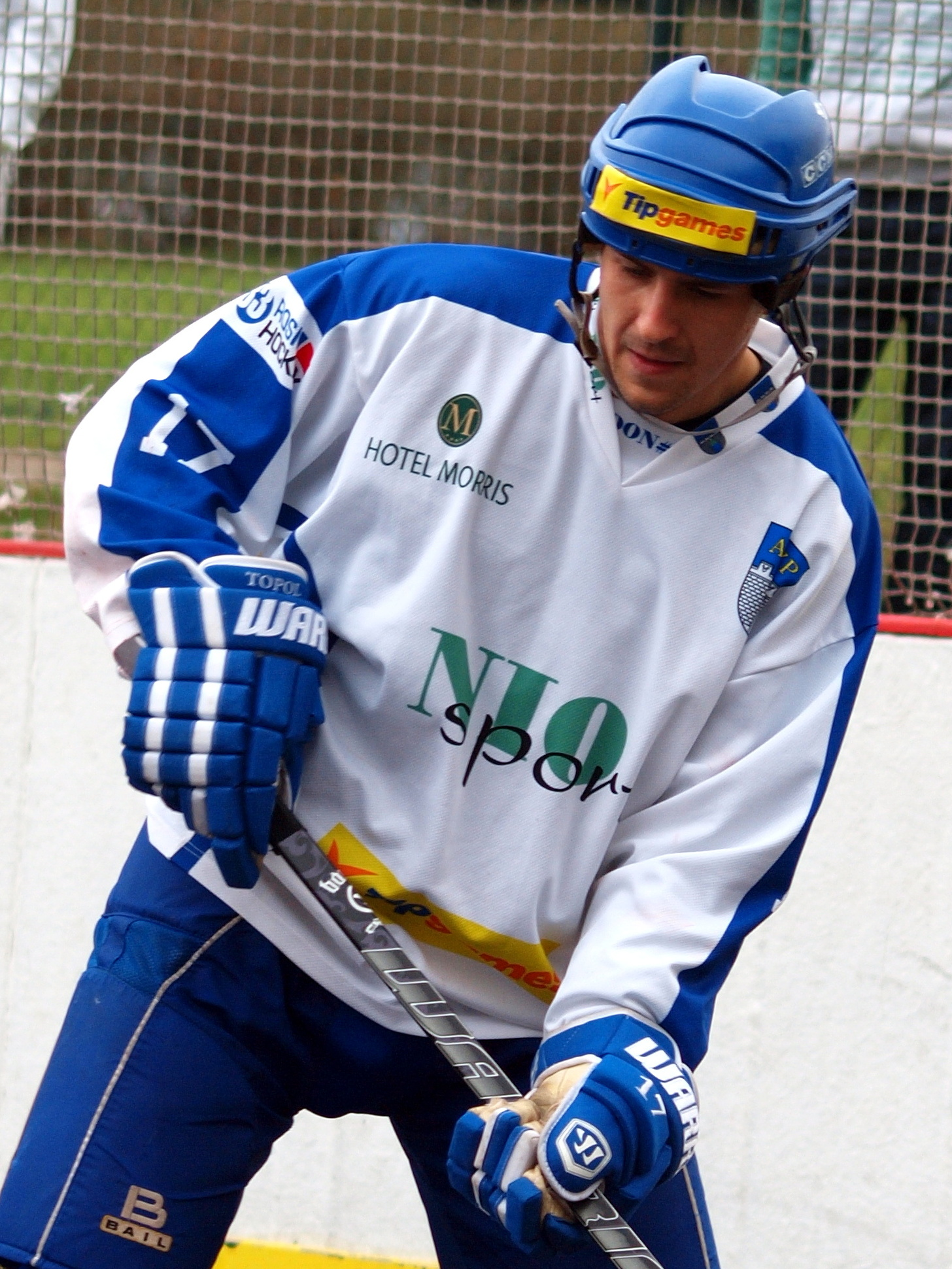
Hokejbalista Libor Topolánek
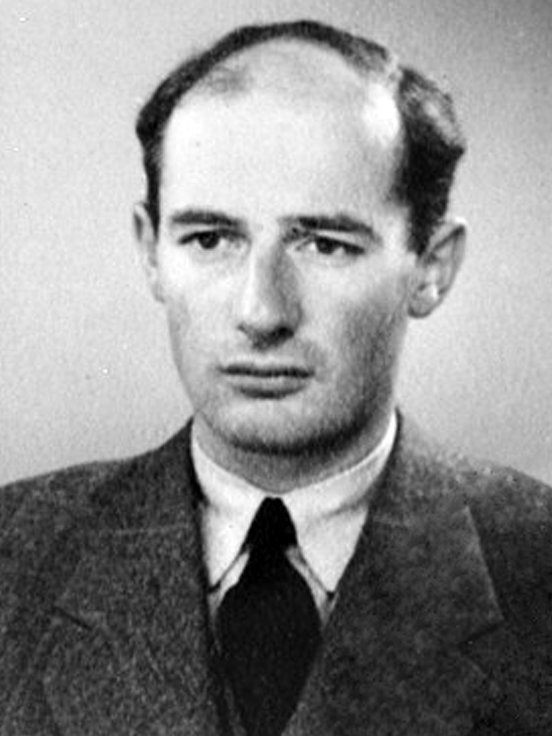
Diplomat Raoul Wallenberg
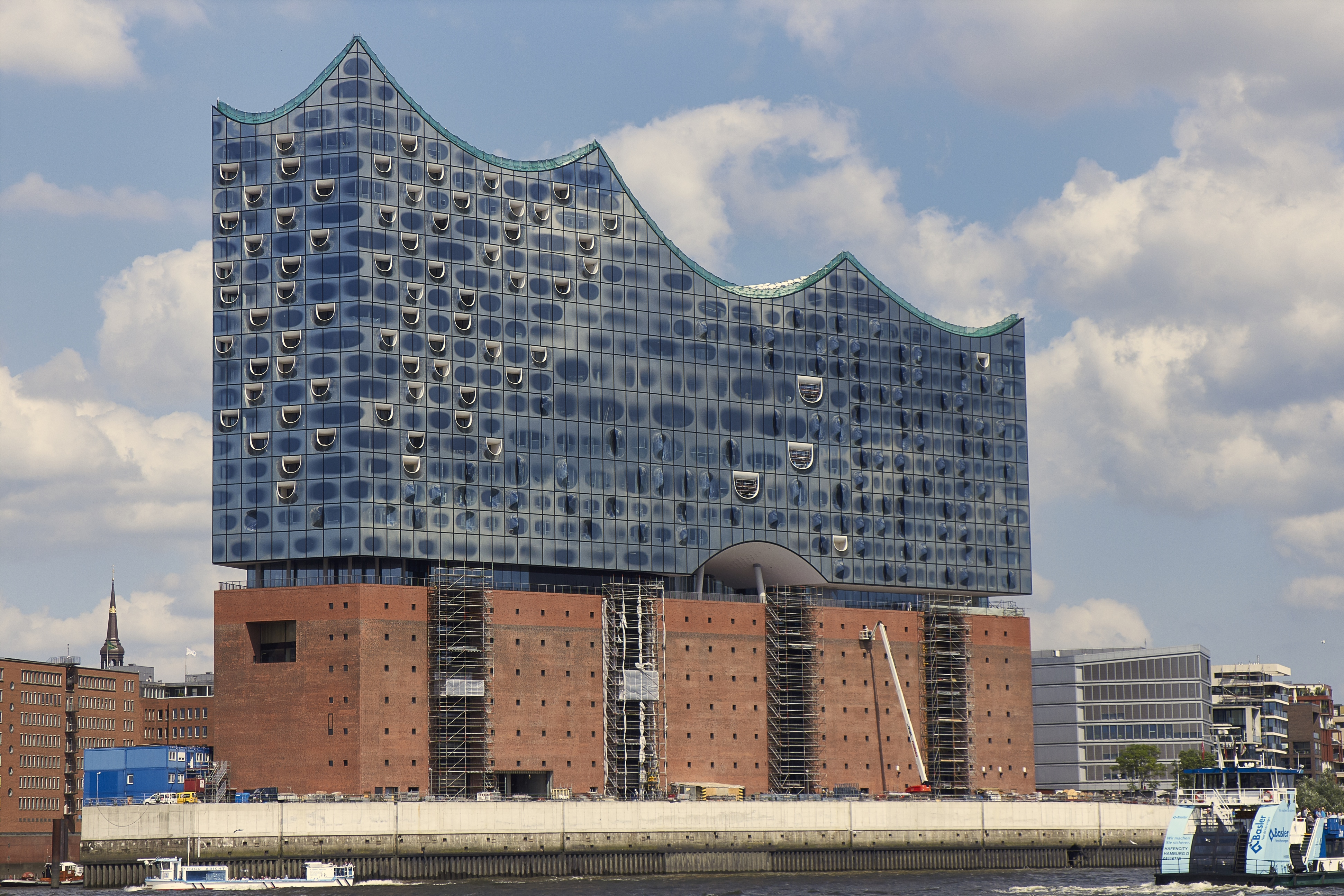
Labská Filharmonie, Hamburg